# Påskekrisen (1920)
|  | For den danske politiske og sikkerhedspolitiske krise under begyndelsen til den kolde krig, se Påskekrisen (1948) |
Påskekrisen er den parlamentariske krise, der opstod i Danmark mellem 29. marts 1920 og 4. april 1920, da Kong Christian 10. imod Folketingets flertal afskedigede Ministeriet Zahle II i håb om at udløse et folketingsvalg, der kunne give flertal for at indlemme Flensborg i Danmark.

## Baggrund: Spørgsmålet om Sønderjyllands fremtid
Umiddelbart efter Tysklands nederlag i 1. verdenskrig krævede de danske sønderjyder på Aabenraa-mødet d. 17. november 1918 at få gennemført en folkeafstemning i landsdelen, for at opnå genforening med Danmark. Dette ønske fremførte de dansksindedes medlem af den tyske rigsdag, H.P. Hanssen i rigsdagen, hvor kravet fandt opbakning særligt fra det tyske socialdemokrati, SPD. Der blev samtidigt rettet en henvendelse til den danske regering om at få spørgsmålet taget op på den kommende fredskongres, med henvisning til princippet om folkenes selvbestemmelsesret, som den amerikanske præsident Wilson havde medtaget i sine 14 punkter for en kommende fredsslutning. Ønsket om genforening fandt dermed støtte fra særligt fransk og amerikansk side, den franske præsident Clemenceau ønskede dog spørgsmålet afgjort uden folkeafstemning, men den danske regering fastholdt at der skulle afholdes en folkeafstemning, hvilket også var Wilsons ønske.
Den radikale regering ønskede ikke, at områder, hvor tyskere var i flertal, skulle indlemmes i Danmark, idet den frygtede, at det danske grænsekrav mod Tyskland ville blive erstattet af et tysk grænsekrav mod Danmark. Derfor blev det besluttet, at foranstalte folkeafstemninger i Sønderjylland om regionens fremtidige nationale tilhørsforhold. Den danske regering erklærede at ville respektere en fremtidig afstemnings udfald og denne holdning blev støttet af alle Rigsdagens partier på et møde 23. oktober 1918. Erklæringen blev dermed afgivet mens Tyskland stadig var krigsførende, idet våbenstilstanden først skete 11. november 1918. 
Efterfølgende gik den radikale regering og dens socialdemokratiske støtteparti med til, at de tusindvis af tyske bosættere, der siden 1864 var blevet bosat i Sønderjylland for at mindske det danske flertal, skulle have lov til at deltage i og påvirke folkeafstemningerne. Ligeledes godkendtes at disse også ville opnå stemmeret selvom de efterfølgende var fraflyttet landsdelen. Dette fandt både Venstre og Det Konservative Folkeparti for vidtgående, og mellem 1918 og 1920 skiftede de to partier standpunkt, og krævede at Flensborg skulle indlemmes i Danmark, både pga. byens betydning som handelscentrum primært for Nordslesvig, og fordi byen havde haft dansk flertal da den blev afstået til Preussen. Her henviste de to partier til byens stemmeafgivning ved valgene til den preussiske Rigsdag i 1867. Selve folkeafstemningen var af mange forventet afholdt i 1919, men fandt først sted i foråret 1920. Det stod dog tidligt i processen klart, at afstemningen ville komme til at ske ved at hele 1. zone (det senere Sønderjyllands Amt) ville komme til at stemme "en bloc", dvs. som en enhed, og der var bred forventning om at valgresultatet i 1. zone ville vise flertal for genforening med Danmark. I 2. zone ønskede regeringen derimod at der skulle stemmes pr. sogn eller købstad, og at hvert lokalsamfund dermed selv skulle afgøre områdets tilhørsforhold. Forslag om en sydligere 3. zone blev opgivet tidligt i forløbet.
Den 10. februar 1920 stemte et overvældende flertal i Sønderjyllands nordlige del, 1. zone, for tilhørsforhold til Danmark (75% for genforening med Danmark mod 25% for at forblive del af Tyskland), mens alle valgdistrikter i 2. zone – inklusive Flensborg – ved dennes afstemning d. 14. marts 1920 stemte for fortsat tilhørsforhold til Tyskland. Det samlede resultatet for 2. zone var ca. 80% tyske og 20% danske stemmer, i Flensborg, Ladelund, Medelby og Hanved samt på den vestlige del af Før var den danske stemmeandel dog mindst 25%. Venstre og Konservative betragtede afstemningsresultatet som udtryk for en kombination af Zahle-regeringens manglende opbakning til danskerne i Flensborg og mange års tysk undertrykkelse af danskere i området, hvilket havde medført udvandring og mange udvisninger af dansksindede. 
Derfor ønskede Venstre og Konservative, at 2. zone i første omgang skulle være en neutral, international zone under kontrol af allierede styrker for så senere igen at stemme om det nationale tilhørsforhold, i håb om at stemningen i mellemtiden ville være vendt til fordel for Danmark. 
Det Radikale Venstre og Socialdemokratiet afviste denne model. De havde sammen et flertal på 72 af Folketingets 140 pladser og flertal 71-69 for deres kurs i sønderjyllandsspørgsmålet. Et hurtigt valg ville derfor måske kunne rykke ved Folketingets flertal, da de fleste formodede, at befolkningen ville støtte op om kravet om at få Flensborg tilbage. 
Det var ekstra vigtigt at få et hurtigt valg, da Zahle ønskede at gennemføre en ny valglov i tilknytning til den nye grundlov, der blev vedtaget i 1915. Den nye valglov ville reducere antallet af jyske mandater til fordel for styrket proportionalitet i valgsystemet og dermed svække Venstre.

## Krisen udløses
En række fremtrædende danske erhvervsfolk med bl.a. ØK's H.N. Andersen, skibsreder A.P. Møller og brygger Vagn Jacobsen i spidsen lagde pres på Kong Christian X for at få ham til at gribe ind for at få et nyvalg.
Kongen tilkaldte statsminister Carl Theodor Zahle og bad ham udskrive valg, men Zahle ville under ingen omstændigheder udskrive valg, før den nye valglov var vedtaget. Da kongen bad ham om at træde tilbage, nægtede statsministeren med henvisning til parlamentarismen – der var intet folketingsflertal imod regeringen.
Zahle bemærkede angiveligt, at kongen jo bare kunne afskedige ham, hvilket kongen gjorde på stedet, på trods af Zahles advarsler om rækkevidden af kongens beslutning.
Zahle orienterede de øvrige partier om sin afskedigelse. Social-Demokraten udkom med en ekstra udgave med overskriften "Kongen begaar Statskup", og redaktør Frederik Borgbjerg tordnede gennem hele krisen mod kongen.

## Generalstrejke erklæres
Socialdemokratiet og De samvirkende Fagforbund vedtog på et hasteindkaldt møde en fælles resolution, som de senere samme dag overrakte kongen. Resolutionen krævede, at regeringen Zahle blev genindsat senest næste dags morgen. I modsat fald ville der blive varslet generalstrejke i hele landet. 
Kongen afviste kravet og udnævnte i stedet Otto Liebe til statsminister og bad ham danne regering. Ministeriet Otto Liebe blev indsat d. 30. marts 1920. 
I de følgende dage blev der afholdt store demonstrationer mod kongen på Fælleden og foran Amalienborg. Generalstrejken blev varslet til begyndelse d. 6. april, men allerede inden var der arbejdsnedlæggelser.
I påsken var der drøftelser mellem Thorvald Stauning og Otto Liebe. Stauning krævede, at regeringen trådte frem for Folketinget. Han ville så møde den med et mistillidsvotum. Otto Liebe nægtede og svarede, at han først ville træde af i forbindelse med et nyvalg efter den gamle valglov.

## Borgerrepræsentationen går til kongen
Folketinget var sendt på påskeferie og kunne ikke mødes uden indkaldelse ved formanden for Rigsdagen, og Liebe havde sikret sig, at formanden ikke ville indkalde tinget. Derfor kunne Folketinget ikke samles og drøfte situationen. Kongen havde reelt sat Folketinget ud af kraft. 
Stauning var formand for Københavns Borgerrepræsentation, der havde mulighed for at præsentere en sag direkte for kongen. Derfor indkaldte han borgerrepræsentationen d. 3. april og fik med Socialdemokratiets og De Radikales stemmer vedtaget en resolution, der krævede regeringens øjeblikkelige afgang. Borgerrepræsentanterne gik til Amalienborg med kravet og talte foran tusindvis af demonstranter på slotspladsen.

## Krisen afsluttes
Kongen var nu ved at være mør. Samme aften samlede han Folketingets partier. Her mødte Socialdemokraterne og De Radikale ham igen med kravet om at afskedige regeringen, mens Venstre med I.C. Christensen i spidsen opfordrede kongen til at holde ud. Det Konservative Folkeparti gav intet råd til kongen, der mente at have mandat i Grundloven til sin indgriben.
Ved udsigten til en generalstrejke bøjede kongen af. Han afskedigede ministeriet Otto Liebe og bad i stedet – på opfordring fra Stauning og Ove Rode – M.P. Friis om at danne en upolitisk regering, der skulle forberede et valg 26. april. Pga. den korte regeringstid omtales ministeriet Otto Liebe ofte som "ministeriet, der aldrig sov".
Påskemorgen d. 4. april 1920 var krisen afværget. Selvom der fortsatte nogle uroligheder i de følgende dage, blev der kort efter igen ro, og arbejdet genoptaget.
Ved folketingsvalget 26. april 1920 viste det sig, at den radikale regering slet ikke havde støtte til sin politik i befolkningen. Ved et jordskredsvalg forøgede Venstre, Det Konservative Folkeparti og Erhvervspartiet deres andel af stemmerne fra 49% ved sidste valg i 1918 til 60,6%. De hidtidige regeringspartier, De Radikale og Socialdemokratiet, dykkede samtidig fra en vælgertilslutning på 49,7% til kun 37,7%. 
Ingen af de to splittelses-partier der opstod på baggrund af grænsespørgsmålet – Det Frie Socialdemokrati for socialdemokrater, der var for genvindingen af zone 2, og partiet Centrum for konservative, der var imod – fik nok stemmer til at blive valgt ind i Folketinget.